# Hamburg-Haus Eimsbüttel

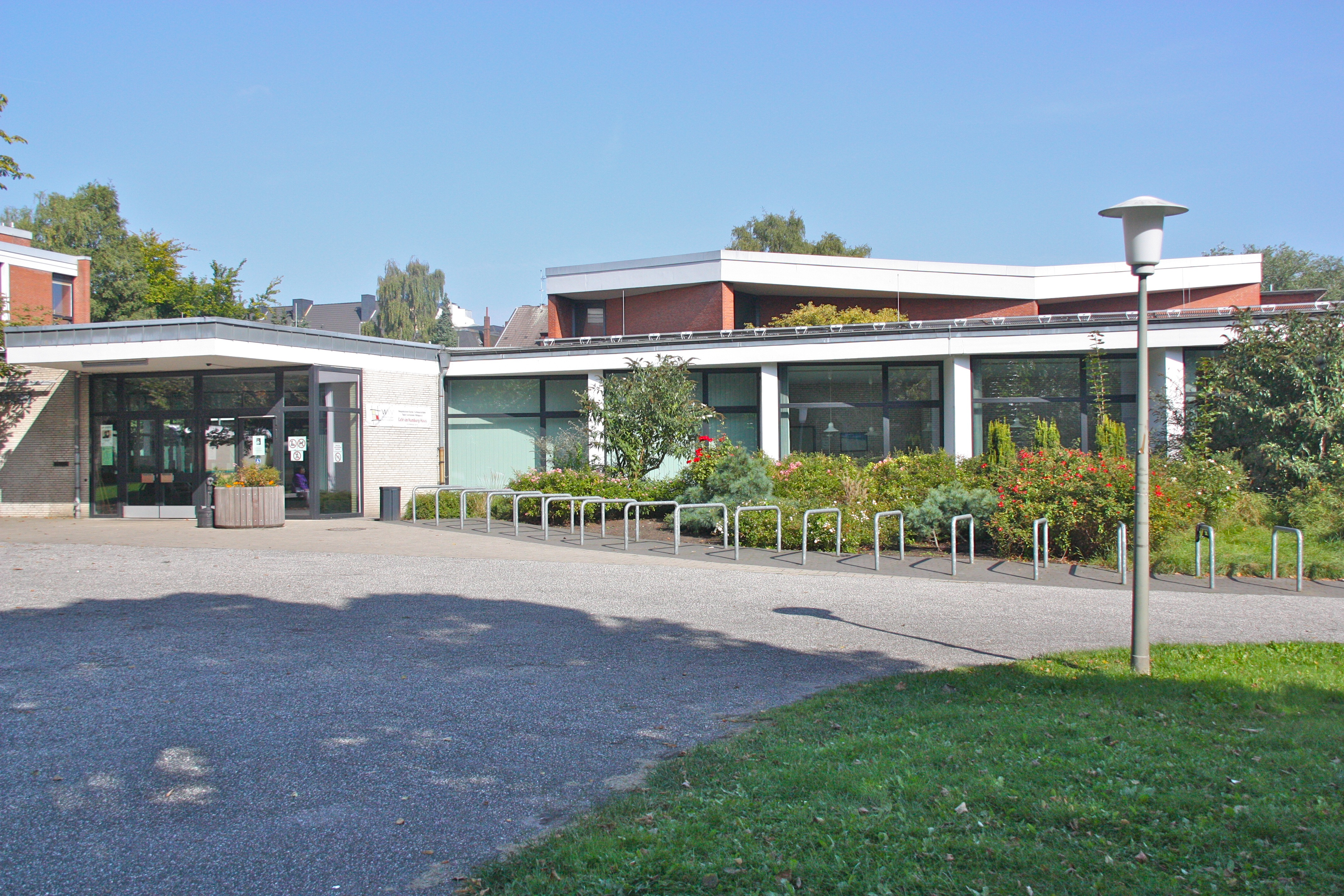
Eingangsbereich

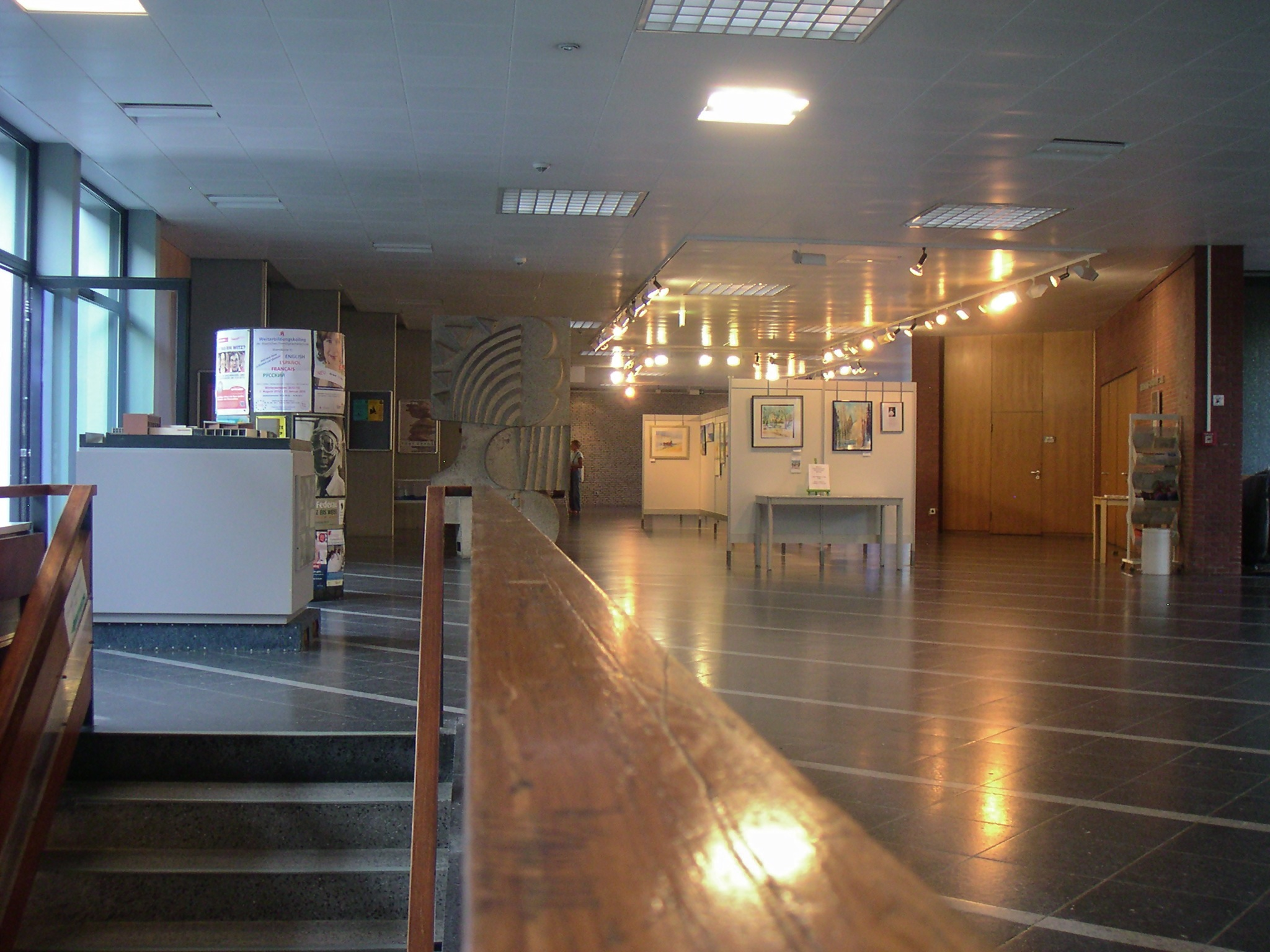
Foyer

Das Hamburg-Haus Eimsbüttel ist eine öffentliche Einrichtung des Bezirks Eimsbüttel. Es befindet sich am Doormannsweg 12, dem östlichen Ausgang der Grünanlage Wehbers Park.
Das 1965 eröffnete Hamburg-Haus ist als Gemeinschafts- und Kulturzentrum konzipiert. Es bietet Raum für kulturelle Veranstaltungen, Versammlungen und Ausstellungen und beherbergt den Eimsbütteler Standort der Hamburger Öffentlichen Bücherhallen.
Das Gebäude und dazugehörige Plastiken stehen im Verzeichnis der erkannten Denkmäler des Denkmalschutzamtes Hamburg.

## Gebäude
Das Hamburg-Haus wurde von dem Architekten Paul Seitz entworfen, der zu diesem Zeitpunkt Erster Baudirektor und Leiter des Hochbauamtes in Hamburg war. Das Gebäude zeichnet sich durch einen Mangel an Symmetrien aus. Es besteht aus mehreren ein- bis dreistöckigen Flachbauten mit roten bzw. gelben Klinkermauern.
Besucher betreten das Hamburg-Haus von Süden her und gelangen am Pförtner vorbei in das etwa 700 Quadratmeter große Foyer, das auch als Halle der Begegnung bezeichnet wird. Es ist beidseitig verglast und ermöglicht den Blick auf drei begrünte Innenhöfe. Von hier aus gehen Türen ab zur Bücherhalle, dem Herrmann-Boßdorf-Saal mit Bühne (330 m²) und dem Kleinen Festsaal (110 m²).
Das Foyer verzweigt sich im weiteren Verlauf in mehrere Gänge, die zu einem Trakt mit Vereinsräumen im Nordosten, dem Gebäudeteil Elternschule Eimsbüttel im Südwesten und einer Altentagesstätte im südöstlichen Winkel des Komplexes führen.
Seit Mai 2010 wird das Hamburg-Haus energetisch saniert. Dazu gehören eine Verbesserung des Wärmeschutzes, energiesparende Installationen und eine Photovoltaikanlage auf dem Dach.

## Kunstwerke

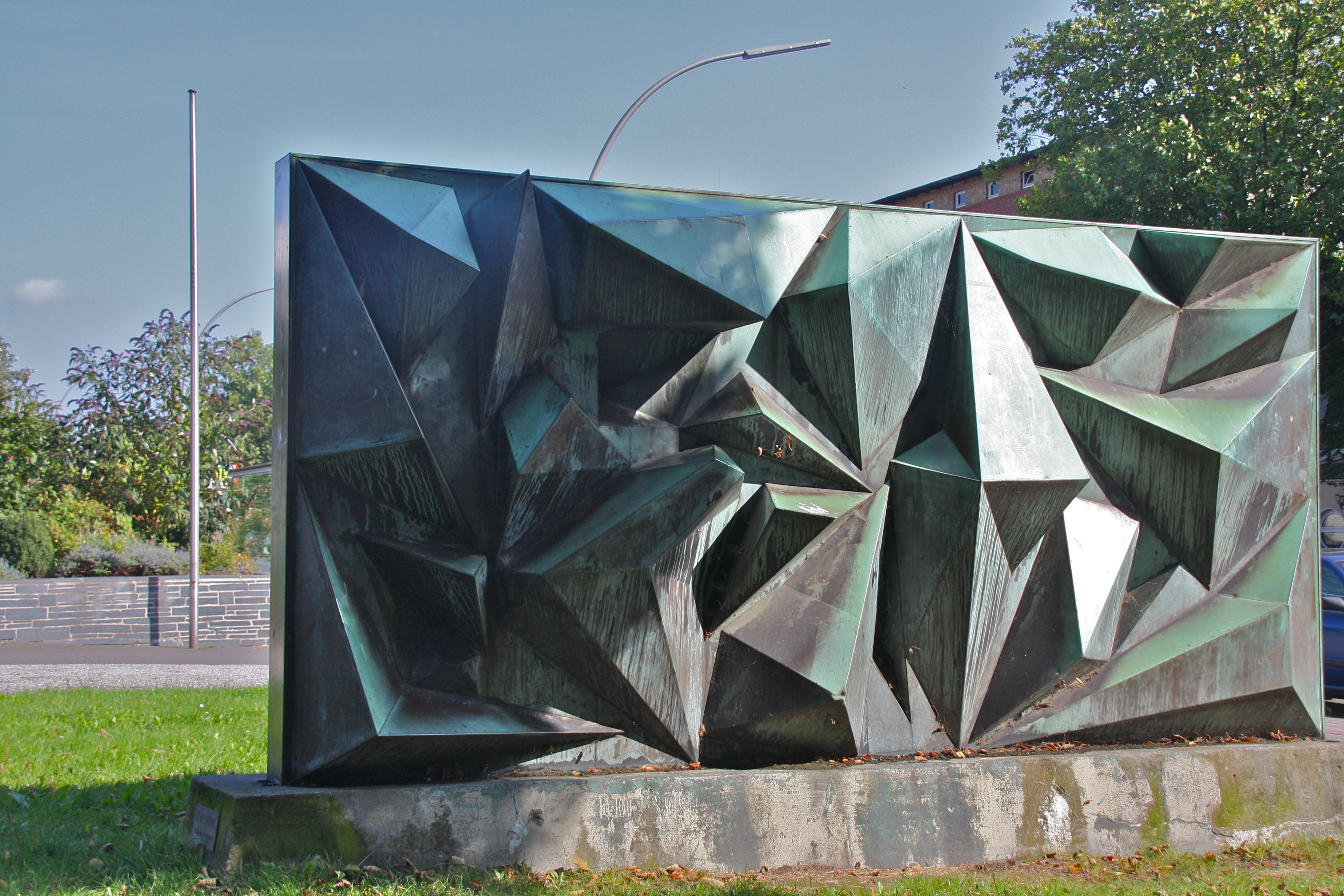
Plastik Begegnung im Außenbereich

Im hinteren Teil des Foyers des Hamburg-Hauses befindet sich eine Steinplastik von Hans Kock. Die nicht figurative Stele trägt den Titel Begegnung und stammt aus dem Jahr 1965. In ihr vereinen sich Einzelformen zu einem neuen Ganzen, analog zu dem sie umgebenden Bauwerk.
In einem der Innenhöfe stand die Bronzeplastik Fischreiher von Kurt Bauer, die ursprünglich aus dem Unnapark stammte, wo sie 1956 aufgestellt worden war.
 In dem kleinen Innenhof ganz hinten rechts befindet sich seit einigen Jahren als Leihgabe die Skulptur „o. T.“ des dänischen Bildhauers Ole Hempel (1944–2007).
Zum Hamburg-Haus gehört außerdem eine Freiplastik im Außenbereich, quer zum Doormannsweg am Eingang zum Wehbers Park. Es handelt sich um eine freistehende Kupferwand von Hildegard Stromberger, ebenfalls mit der Bezeichnung „Begegnung“ (1966).

## Nutzung
Pro Jahr besuchen über 250.000 Menschen das Hamburg-Haus Eimsbüttel.
Zu den festen Einrichtungen gehören die Eimsbütteler Zweigstelle der Hamburger Bücherhallen, eine Elternschule, ein Seniorentreff des Vereins Lange Aktiv Bleiben, ein Mädchenzentrum und ein Café der Winterhuder Werkstätten.
Die Versammlungsräume werden von Vereinen, Interessensgemeinschaften und Institutionen angemietet. Mehr als 80 feste Personengruppen nutzen die Einrichtung regelmäßig für ihre Aktivitäten. Dazu gehören beispielsweise Selbsthilfegruppen, Chöre oder der Hamburger Mieterverein, der eine wöchentliche Beratung anbietet.
Im Foyer finden häufig Ausstellungen statt. Außerdem bietet es Raum für Briefmarkentauschbörsen und ähnliche Veranstaltungen.

## Geschichte
Nachdem Sozialdemokrat Max Brauer erneut Erster Bürgermeister von Hamburg geworden war, kündigte er in seiner Senatserklärung vom 15. Januar 1958 die Schaffung von Hamburg-Häusern an, die in den verschiedenen Stadtteilen Hamburgs als Gemeinschafts- und Kulturzentren dienen sollten. Als ersten Standort schlug er Eimsbüttel oder Eppendorf vor.
SPD-Verordnete im Bezirksausschuss Eimsbüttel setzten sich daraufhin dafür ein, dass ihr Stadtteil als erster ein solches Zentrum bekommen sollte. Diese Pläne stießen bei der Opposition aus CDU und FDP auf Widerstand. Man argumentierte, es gäbe bereits ausreichend Versammlungsmöglichkeiten in Eimsbüttel, das Geld könne sinnvoller verwendet werden. Zudem zog man abwertende Vergleiche zu Kulturhäusern in der DDR, was von den Verfechtern des Projekts mit Gegenbeispielen aus den westlichen Ländern beantwortet wurde. Trotz dieser Kontroverse stimmte der Bezirksausschuss am 17. März 1960 dem Bauvorhaben mit Mehrheit ohne Gegenstimmen zu und auch ein späterer Antrag der CDU-Fraktion der Bürgerschaft, die Haushaltsstelle Hamburg-Haus zu streichen, scheiterte.
Am 5. September 1961 wurde das Projekt von der Bürgerschaft abgesegnet. Am 26. des Folgemonats fand die Grundsteinlegung statt und im Frühjahr 1962 begannen die Bauarbeiten. Sie dauerten drei Jahre an, bis schließlich am 1. Juni 1965 das Hamburg-Haus Eimsbüttel eröffnet wurde. Die Gesamtkosten betrugen 4.443.000 DM.
1971 verlegten die Hamburger Bücherhallen ihren Eimsbütteler Standort von der Grundstraße 8 in das Hamburg-Haus.